# Людовик III Анжуйский
Людовик III Анжуйский (25 сентября 1403 — 12 ноября 1434) — герцог Анжуйский и граф Прованса с 1417 года. Старший сын Людовика II и Иоланды Арагонской.

## Биография
После смерти отца в 1417 году унаследовал Анжу, Прованс и претензии на корону Неаполя.
В 1420 году был признан папой Мартином V (папы являлись верховными суверенами Неаполя) наследником бездетной неаполитанской королевы Джованны II и собрал в Риме большую армию для завоевания Неаполя. Испуганная Джованна II поспешно усыновила и признала наследником Альфонса V, короля Арагона и Сицилии. Людовик III был вынужден отступить.
Но вскоре Джованна II, встревоженная тем, что Альфонс V уже ведёт себя в Неаполе как король, воспользовалась отъездом Альфонса в Испанию и отменила его усыновление.
В 1423 году Джованна II усыновила на этот раз Людовика III Анжуйского, провозгласив его своим наследником и герцогом Калабрийским.
В последующие годы Людовик III и Джованна вели борьбу с периодически возвращавшимися арагонцами.
Людовик III умер в 1434 году, не оставив детей. Королева Джованна II, пережившая его на год, признала наследником Рене Доброго — брата Людовика III.